# Resolució 1645 del Consell de Seguretat de les Nacions Unides
La Resolució 1645 del Consell de Seguretat de les Nacions Unides fou adoptada per unanimitat el 20 de desembre de 2005, i en la seva concurrència amb l'Assemblea General de les Nacions Unides, el Consell va establir la Comissió de les Nacions Unides per a la Consolidació de la Pau per assessorar sobre situacions posteriors a conflictes, d'acord amb la declaració de Cimera Mundial de 2005.

## Resolució

### Observacions
En el preàmbul de la resolució, el Consell va reafirmar el resultat de la Cimera Mundial de 2005 i va reconèixer que els drets humans, el desenvolupament, la pau i la seguretat es reforcen i es relacionen mútuament. Calia un enfocament coordinat, coherent i integrat de la consolidació de pau i la reconciliació després del conflicte, mentre que el Consell també va reconèixer l'important paper de les Nacions Unides en la prevenció de conflictes i els esforços cap a la reconciliació.
El text reafirma la responsabilitat principal dels governs nacionals per determinar les prioritats i estratègies posteriors al conflicte, mentre que el paper de tots els països, la societat civil, les organitzacions regionals i les organitzacions no governamentals són importants en la construcció de pau.

### Actes
Al uníson de l'Assemblea General, es va crear la Comissió de Consolidació de la Pau com a òrgan assessor intergovernamental. Els principals objectius de la comissió eren reunir tots els grups d'interès per assessorar i proposar estratègies per construir la pau i la reconciliació després d'un conflicte, centrar-se en la restauració d'institucions estatals i formular recomanacions per millorar la coordinació dins i fora de les Nacions Unides.
A continuació, es va establir la composició de la comissió per incloure set membres del Consell de Seguretat, set membres del Consell Econòmic i Social de les Nacions Unides, els cinc primers proveïdors del pressupost de les Nacions Unides, els cinc primers proveïdors en Missions de manteniment de la pau de les Nacions Unides, amb representació de tots els grups regionals. També va parlar de les reunions específiques de la comissió nacional, on podien participar representants del Banc Mundial i del Fons Monetari Internacional, entre d'altres. Es va encoratjar a la Comissió de Consolidació de la Pau a cooperar amb les organitzacions internacionals, segons el cas, i proporcionar assessorament al Consell en la matèria amb què es pren.